# Asplenium preussii
Asplenium preussii är en svartbräkenväxtart som beskrevs av Georg Hans Emmo Wolfgang Hieronymus. Asplenium preussii ingår i släktet Asplenium och familjen Aspleniaceae. Inga underarter finns listade.